# JR貨物ED500型電力機車
ED500型電力機車（日语：ED500形電気機関車）是日本貨物鐵道（JR貨物）的多電流制電力機車车型之一，适用于供电制式为1500伏特直流电、20千伏50赫茲和60赫茲單相交流電的电气化铁路，唯一一台原型車由日立製作所于1992年设计制造，并未投入批量生产。

## 开发背景
1987年國鐵分割民營化後，日本國有鐵道的货运业务由日本貨物鐵道（JR貨物）继承，负责经营全国性的铁路货物运输业务。由于JR货物考虑进一步提高集装箱列车的最大牵引重量，因而开展了新一代大功率电力机车的开发计划。1990年，JR货物同时开发研制了两款6000千瓦大功率交流传动电力机车，其牵引功率是EF66型电力机车的1.5倍。其中，EF200型电力机车适用于1500伏特直流电气化铁路，计划投入东京至大阪间使用；而EF500型电力机车适用于1500伏特直流电气化铁路和20千伏交流电气化铁路，计划投入东京至北海道间使用。
由于日本海縱貫線的货物运输量增长小于预期，使用EF500型电力机车则显得不甚经济。为了扩大交流传动电力机车的使用范围，因此日立制作所提出开发4000千瓦交流传动电力机车，来替代双机重联运用的ED75型电力机车，即交直流两用的ED500型电力机车。这款机车结合了EF200、EF500型电力机车的特点，主要部件可以与EF200型电力机车通用。牵引系统采用晶闸管整流器、GTO牵引逆变器、三相异步牵引电动机和16位微机控制系统。牵引电动机采用了单轴控制，各自对应独立的牵引逆变器， 提高了电力机车的粘着性能和冗余度。
1992年8月，ED500 901号原型车在日立制作所水户工厂落成，并于同年11月开始进行正线试运行和综合性能试验。由于这台机车并非由JR货物出资购置的车辆，因此其所有权始终属于日立制作所，以租借形式提供给JR货物进行试验。至1994年底，ED500 901号机车完成各项试验后，从JR货物除籍并返回日立制作所水户工厂保存，JR货物也没有采购该型机车的打算。车上部分设备已经被拆除，所以机车已无法自力运行。

## 技术特点

### 总体布置
ED500型电力机车是干线货运用的大功率多电流制电力机车，采用整体承载式全钢焊接结构车体，并利用了有限元分析法来实现车体轻量化。车体外形与EF200型电力机车相似，采用前端中部凸出的半流线型外形，前照灯和尾灯以横向并列方式布置在车体正面下半部两侧。车体两端各设有一个司机室，在机车运行方向的左侧设有司机操纵台，司机室两侧设有供乘务员乘降的侧门。司机操纵台的设备布置方式与EF200型电力机车完全相同。
车体中部是设有各种机械及电气装置的机械室，机械室内设备布置采用模块化方式。主变压器、整流器和受电弓断路器、真空断路器、电流转换开关等配套设备位于机车中部。主变压器前後各设一个高压电器柜，两个高压电器柜内的设备大致相同，主要包括牵引逆变器、制动电阻等电器设备。第一端司机室和高压电器柜之间设有牵引电动机通风机、低压电器柜和微机控制柜。第二端司机室和高压电器柜之间设有牵引电动机通风机、空气制动装置和微机控制柜。
车顶安装有两台单臂式受电弓。车体下方除了设有两台转向架之外，还吊装着总风缸、蓄电池、电动空气压缩机、电动发电机及其起动电阻装置。ED500型电力机车的机械室内采用单侧走廊布置，设备侧的车体侧墙装有两组冷却风进风口和惯性过滤装置，以及四个采光玻璃窗；走廊侧的车体侧墙则设有八个采光玻璃窗。

### 电气系统
ED500型电力机车是采用交—直—交流电传动的逆变器控制电力机车，并且继承了EF200型电力机车的单轴控制技术和16位微机控制系统，每台牵引电动机各自由独立的牵引逆变器供电及控制（1C1M）。在交流电模式下，从架空接触网获取的20千伏单相交流电，经受电弓和断路器输入主变压器降压后，首先经过两个整流器整流成1500伏特直流电，每个整流器向两个牵引逆变器供电，将直流电转换成电压和频率可调节的三相交流电并供给四台牵引电动机。在直流电模式下，架空接触网的1500伏特直流电直接向牵引逆变器供电。
机车装有一台FTM2型壳式单相主变压器，并与平波电抗器采用一体化结构，冷却方式为强迫油循环导向风冷却，额定容量为5572千伏安，次边输出电压为2×1110伏特。整流装置与EF500型电力机车相似，采用晶闸管和二极管构成的混合二段桥式全波整流电路，冷却方式为强迫通风冷却。
牵引逆变器采用可关断晶闸管（GTO）作为功率控制模块。每个牵引逆变器有六个三相逆变桥臂，每一桥臂由一个GTO元件（4500V/2000A）和一个反并联二极管（4500V/500A）构成。该电压型牵引逆变器采用脉宽调制（PWM）的变频控制（VVVF）方式，冷却方式为非氟利昂沸腾冷却及强迫通风冷却。
机车装有六台FMT2型鼠笼式三相六极异步牵引电动机，可以与EF200型电力机车互换通用，小时功率为1000千瓦，额定电压为1100伏特，额定电流为615安培，定子绕组和电枢绕组均采用H级绝缘，冷却方式为强迫风冷。
ED500型电力机车采用三相交流传动的辅助电路系统，电动通风机、电动空气压缩机等辅助机械设备均采用鼠笼式三相异步电动机驱动。辅助系统电源由一台FDM1型无刷电动发电机提供，将1500伏特直流电转换成440伏特60赫兹三相交流电，额定容量为190千伏安。

### 制动系统
ED500型电力机车设有电阻制动和空气制动系统。当使用电阻制动时，牵引电动机变为三相交流发电机运转，而牵引逆变器则变为整流器工作，将发出的电能整流为直流电并连接到制动电阻。机车具有电空联合制动的协调功能，当电阻制动无法产生足够制动力时以空气制动补足。
ED500型电力机车并采用了电控空气制动，以改善货物列车制动的响应性能和协调控制。该系统通过电子信号传送制动指令，并利用电磁阀开关和电空制动阀等装置控制制动缸和制动管压力，并且具有阶段制动、阶段缓解、保压制动、快速充气的功能。基础制动装置为单侧闸瓦制动单元，并采用烧结合金作为闸瓦材质。

### 转向架
机车走行部为两台二轴无摇枕转向架，与EF200型电力机车的FD3型两端转向架基本相同。构架采用无端梁的“H”字形钢板焊接结构，侧梁中部焊有二系弹簧的旁承座。轴箱采用两个无磨耗的圆筒型橡胶装置定位结构，轴箱导杆通过其心柱固定在侧梁上，转向架固定轴距为2,600毫米。一系悬挂为两个并列的螺旋弹簧组，布置在轴箱顶端的侧梁截面内。二系旁承悬挂为两组半球形橡胶弹簧，布置在构架侧梁外侧中部的旁承座上。两个转向架均装有一、二系垂向油压减震器和抗蛇行减震器。牵引力和制动力通过中间低位牵引斜拉杆装置传递。
为了改善机车高速运行时的动力学性能，ED500型电力机车采用浮动盘式轮对空心轴弹性传动装置。牵引电动机的两端通过吊杆支承在转向架构架上，并在车轴上套上了一根同心的空心轴。牵引电动机通过滚柱轴承安裝在空心轴上以保证齿轮中心距不变，大齿轮（从动齿轮）固定安装在空心轴上；空心轴的一端通过弹性元件与车轮连接，另一端同样通过弹性元件与大齿轮连接。弹性元件由四连杆机构和浮动盘组成，并使用橡胶关节作为阻尼元件。牵引齿轮传动比为4.94。